# Non abbiamo bisogno

Brasão pontifício de Pio XI

Non abbiamo bisogno (em português: Nós Não Precisamos) é uma das encíclicas do Papa Pio XI, promulgada em 29 de junho de 1931, na qual condena o fascismo italiano. A encíclica possuía uma postura fortemente antifascista e como retaliação à sua publicação, o ditador fascista Benito Mussolini ordenou que fossem dissolvidas as associações católicas de jovens na Itália. Em 1937, o mesmo papa por meio da encíclica Mit brennender Sorge condenou o nazismo alemão e sua ideologia racista. A reação do ditador nazista Adolf Hitler também foi violenta e recrudesceu fortemente a perseguição de católicos na Alemanha. E no mesmo ano, também condenou o comunismo através da encíclica Divini Redemptoris, apontando nele uma face ateia, anticristã, antifamília, e anti-humana.
Quer a encíclica Mit brennender Sorge quer a encíclica Non abbiamo bisogno são as duas primeiras encíclicas que não são redigidas, na sua versão original, em latim ou em italiano.